# Адашев Данило Федорович
Дани́ло Фе́дорович Ада́шев (рік народження невідомий, імовірно 1520 — †1561) — московський військовий діяч.
Походив з роду дрібних костромських дворян, які були у далекому родинному зв'язку з Головіними та Захар'їними, отже, і з царицею (від 1547) Анастасією Романівною Захар'їною, дружиною російського царя Івана IV.
Батько Адашева Федір Григорович і старший брат Олексій стали окольничими, причому останній, будучи одним з керівників «Ізбранної ради» — фактичного уряду Російської держави наприкінці 40-50-х років 16 століття в період малоліття Івана IV — здійснив важливі реформи.
Завдяки братові Адашев зробив швидку кар'єру, брав участь у взятті Казані (1552), придушенні повстань у Поволжі, пізніше — у Лівонській війні 1558—1583.
В 1559 з 8-тисячним військом, до якого входили і запорозькі козаки на чолі з Дмитром Вишневецьким (Байдою), на річкових суднах, збудованих у Кременчуку, спустився Дніпром в Чорне море. Було взято два турецьких кораблі. На західному узбережжі Криму військо Адашева розбило кілька загонів хана Девлет-Гірея і визволило з турецької неволі багато московитів і українців.
Пізніше під тиском татарського війська Адашев відступив до Монастирського острова у центрі сучасного міста Дніпро.
В 1560 Данило Адашев командував артилерією московських військ у Лівонії.
В період загострення боротьби Івана IV з князівсько-боярським угрупованням після опали, арешту й смерті брата Олексія Адашева з наказу Івана IV Данила Адашева було заарештовано й страчено разом з 12-річним сином та деякими іншими родичами.